# Harald Schmid
Harald Schmid (Hanau, 29 settembre 1957) è un ex ostacolista e velocista tedesco.

## Biografia
Schmid è stato uno dei migliori ostacolisti del mondo sui 400 m. I suoi scontri agonistici con lo strapotente avversario statunitense Edwin Moses, tra la fine degli anni settanta e la metà degli anni ottanta restano indimenticabili, anche se ne uscì quasi sempre sconfitto. Ai Giochi di Montréal 1976, vinse la medaglia di bronzo con la squadra tedesca nella staffetta 4x400m. Ai Giochi di Los Angeles 1984 vinse invece il bronzo nei 400m ostacoli.
Nel corso della sua carriera, che si concluse nel 1990, Schmid vinse tre volte il titolo europeo sui 400m ostacoli, più altri due titoli con squadra della Germania Ovest nella staffetta 4x400, e 12 volte il campionato nazionale.
Schmid ha ottenuto un dottorato in scienza dello sport e nel 1999 ed è stato nominato nella commissione atletica della Federazione Internazionale Atletica Leggera. Si è inoltre impegnato con forza nelle campagne anti-doping della federazione sportiva tedesca. Nei seminari e conferenze per i corsi avanzati rivolti agli insegnanti, tiene letture e partecipa a corsi sul tema: Rendere forti i bambini.

## Palmarès
| Anno | Manifestazione | Sede              | Evento       | Risultato | Prestazione | Note                  |
| ---- | -------------- | ----------------- | ------------ | --------- | ----------- | --------------------- |
| 1976 | Olimpiadi      | Montréal          | 4×400        | Bronzo    | 3'01”98     |                       |
| 1978 | Europei        | Praga             | 400 ostacoli | Oro       | 48"51       |                       |
| 1978 | Europei        | Praga             | 4×400        | Oro       | 3'02"03     |                       |
| 1979 | Universiadi    | Città del Messico | 400 metri    | Oro       | 44"98       |                       |
| 1982 | Europei        | Atene             | 400 ostacoli | Oro       | 47"48       | Record europeo        |
| 1982 | Europei        | Atene             | 4×400        | Oro       | 3.00.51     | Record dei campionati |
| 1983 | Mondiali       | Helsinki          | 400 ostacoli | Argento   | 48"61       |                       |
| 1983 | Mondiali       | Helsinki          | 4×400        | Argento   | 3'01"83     |                       |
| 1984 | Olimpiadi      | Los Angeles       | 400 ostacoli | Bronzo    | 48"19       |                       |
| 1986 | Europei        | Stoccarda         | 400 ostacoli | Oro       | 48"65       |                       |
| 1986 | Europei        | Stoccarda         | 4×400        | Argento   | 3'00"17     |                       |
| 1987 | Mondiali       | Roma              | 400 ostacoli | Bronzo    | 47"48       | =                     |